# اینوسینیک اسید
اینوسینیک اسید (به انگلیسی: Inosinic acid) با فرمول شیمیایی C۱۰H۱۳N۴O۸P یک ترکیب شیمیایی با شناسه پاب‌کم ۸۵۸۲ است. که جرم مولی آن 348.206 g/mol می‌باشد.